# Ya no me interesas
(Tu a mi) Ya no me interesas (spanisch für Du interessiert mich nicht mehr) ist ein im Ranchera-Stil gehaltenes Lied des mexikanischen Singer-Songwriters Juan Gabriel, das erstmals auf dem 1985 veröffentlichten Album Interpreta A Juan Gabriel der mexikanischen Sängerin Lucha Villa erschien.
Gabriel selbst sang das Lied mehrfach bei seinen Livekonzerten.

## Inhalt
In dem Lied teilt der Protagonist seinem Partner mit, dass er nichts mehr für ihn empfindet und dem Partner daher empfiehlt, sich nach einer neuen Beziehung umzusehen.
Im Refrain heißt es: Por qué? No sé. No sé porque realmente tú a mi ya no me interesas. (Warum? Keine Ahnung. Ich weiß wirklich nicht, warum du mich nicht mehr interessierst.).

## Coverversionen
Das Lied wurde von mehreren mexikanischen Künstlern gecovert:
- Nadia López (2008) auf ihrem Album Con más dolor[3]

- Ana Gabriel (2009) auf ihrem Album Renacer: Homenaje a Lucha Villa[4]

- Lucía Méndez (2010) auf ihrem Album Canta un homenaje a Juan Gabriel[5]

- Ángela Aguilar (2018) auf ihrem Album Primero soy mexicana[6]